# Кам'янка (ботанічний заказник)
Кам'янка — ботанічний заказник місцевого значення в Україні. Об'єкт природно-заповідного фонду Житомирської області. Пам'ятка знаходиться за межами смт Миропіль на території Миропільської селищної ради.
Площа 7,5 га. Статус надано згідно з рішенням 20 сесії 8 скликання Житомирської обласної ради від 20.06.2024 року №767. 
Заказник створюється з метою охорони природних комплексів та ландшафтів, а також збереження водно-болотної рослинності річки Случ. 
Тут поширений плавун щитолистий, занесений до Червоної книги України.

## Галерея

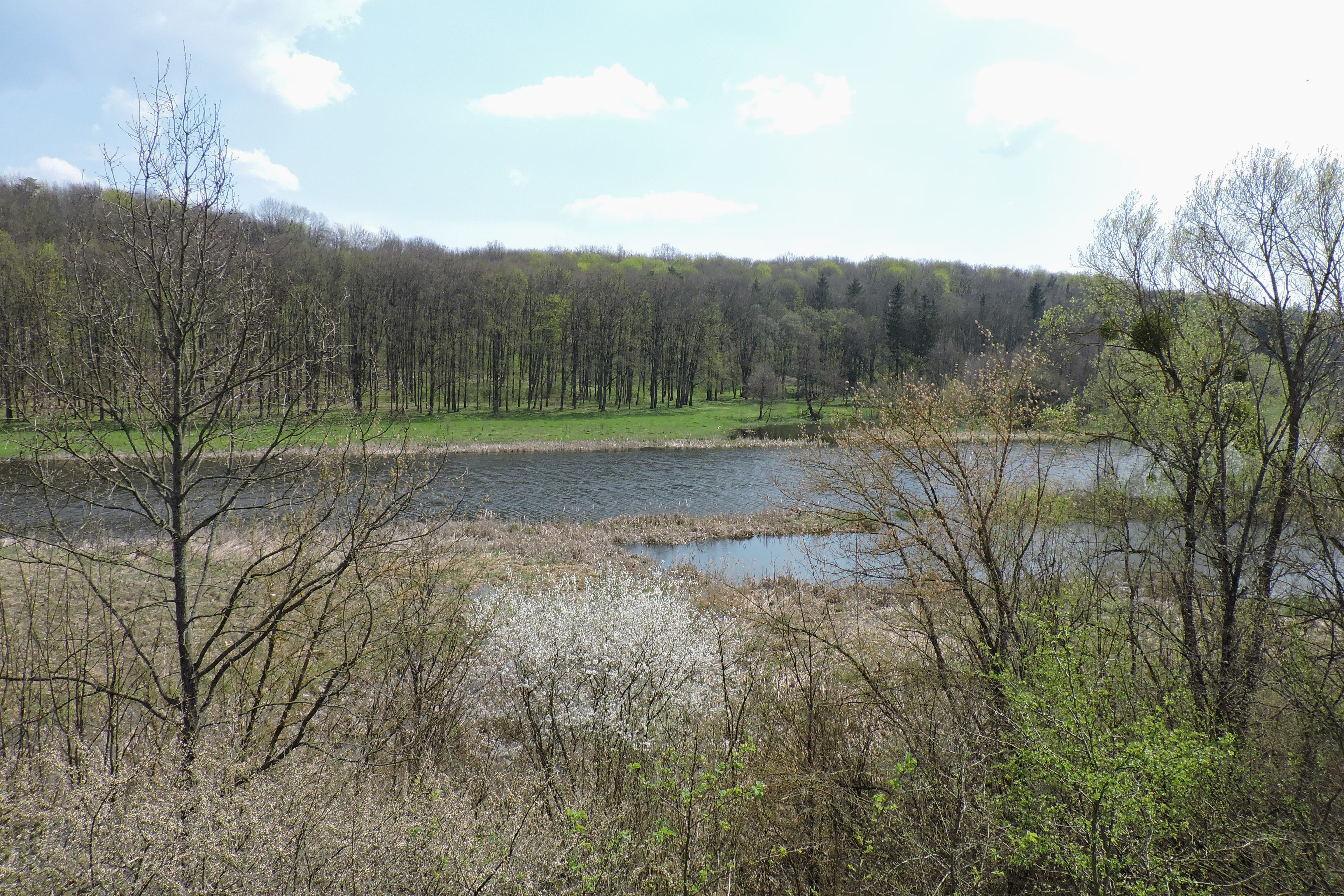
Вигляд з лівого берега р.Случ на Пн частину заказника та на урочище Миропільський парк
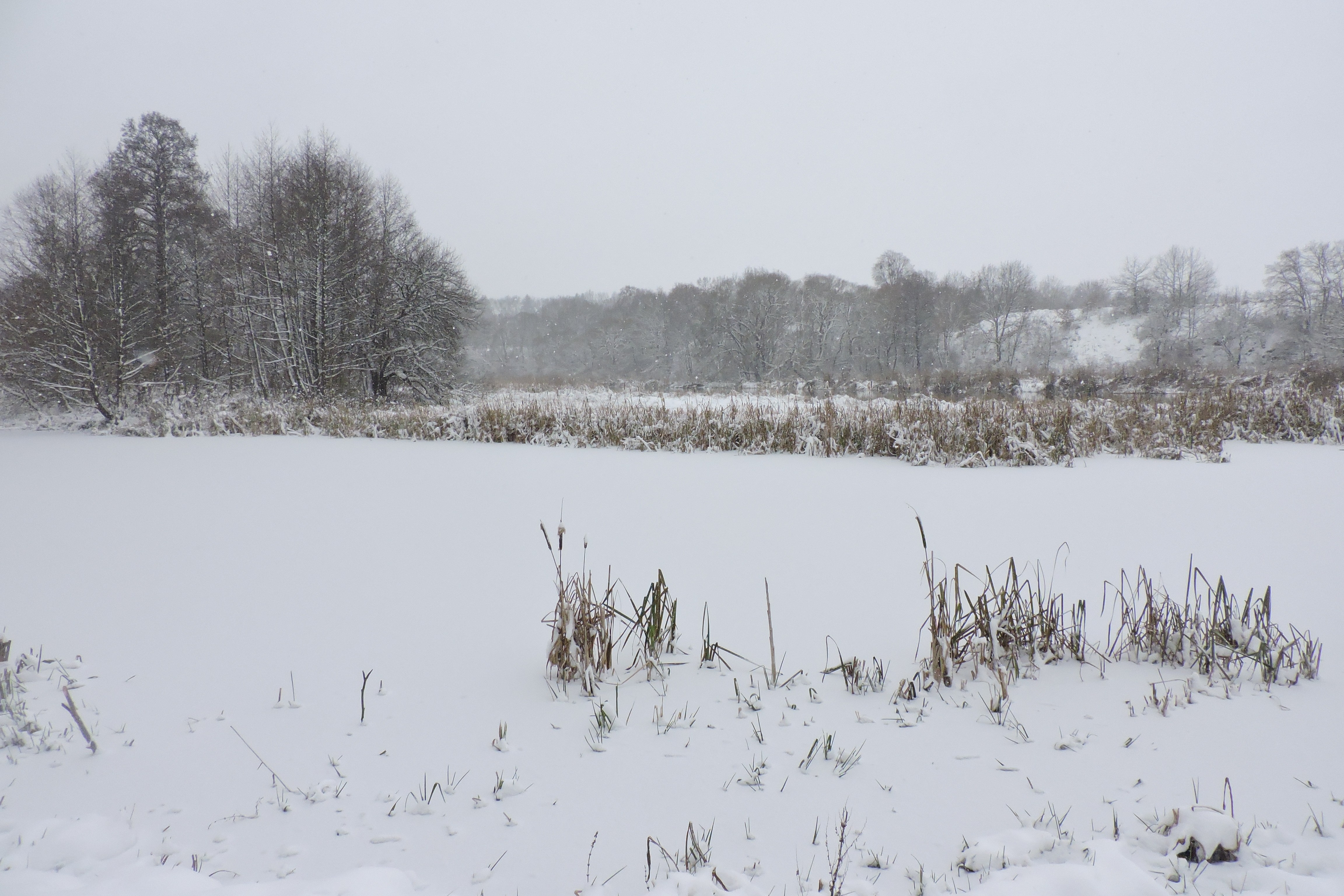
Стариця р.Случ в Пн частині заказника з боку Миропільського паркy
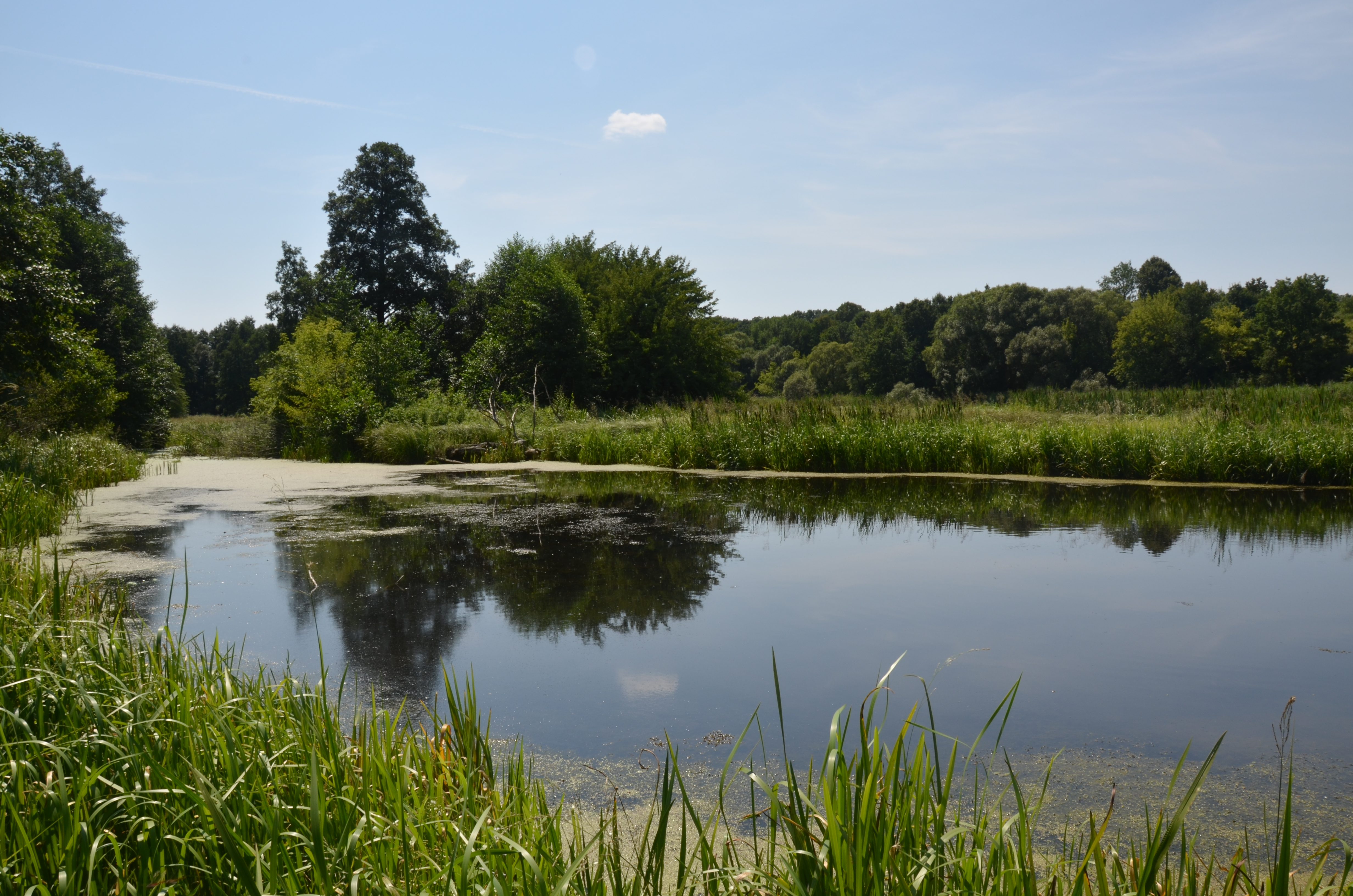
Стариця р.Случ в Пн частині заказника з боку Миропільського паркy